# Вулиця Голубина (Львів)
Вулиця Голубина — вулиця у Залізничному районі міста Львова, в місцевості Сигнівка. Пролягає від вулиці Ластів'ячої углиб забудови по вулиці Любінській та завершується глухим кутом.

## Історія
Виникла у першій третині XX століття у складі передміського селища Сигнівка. Після входження селища до меж міста 11 квітня 1930 року, вулиці колишнього села були перейменовані або ж новоутвореним вулицям надавалися певні назви. Так, у 1936 році вулиця отримала назву Ґолембя. Під час німецької окупації міста, від 1943 року мала назву Таубенґассе. У липні 1944 року вулиці повернуто довоєнну назву вулицю і вже 1950 року вулиця отримала сучасну назву — Голубина.

## Забудова
До вулиці Голубиної приписано лише два будинки: одноповерховий будинок під № 6, збудований після 1990 року та одноповерховий будинок під № 8, зведений у стилі польського конструктивізму 1930-х років.